# 1370 w literaturze
Wydarzenia literackie w 1370 roku.

## Wydarzenia
- początek pisania Kroniki przez Jeana Froissarta[1]

## Urodzili się
- Bertrando de Mignanelli, włoski kronikarz